# Печищи (Татарстан)
Печи́щи — село в Верхнеуслонском районе Татарстана. Административный центр Печищинского сельского поселения.

## География
Находится в западной части Татарстана у северо-западной границы районного центра села Верхний Услон на берегу Куйбышевского водохранилища.

## Палеонтология
В 1880 году Х. Б. Гейниц описал из отложений пермского периода села Печищи новый вид рыб Palaeoniscus kasanensis. Позже, в 1947 году, М. Г. Солодухо описал из этого же местонахождения вид Platysomus cf. biarmicus, ставший первым ископаемым образцом пермской рыбы из европейской России с уверенной стратиграфической привязкой — верхнеказанский подъярус. В 1992 году эта окаменелость переописана М. Г. Минихом как новый вид Platysomus soloduchi, а ещё через год Д. Н. Есин независимо описал его как Eurysomus soloduchoi.

## История
Основано около 1592 года на землях Свияжского Троицко-Сергиевского монастыря. В дореволюционный период работала крупнейшая в регионе паровая мукомольная мельница купца И. П. Оконишникова. Ныне работает хлебокомбинат.
Во время Великой Отечественной войны в селе жил в эвакуации с 13 ноября 1941 по 18 июня 1942 года народный поэт Белоруссии Янка Купала с женой. Отсюда он по вызову уехал в Москву, где 28 июня 1942 года трагически погиб.
В 2024 году тут снимали эпизод к фильму «Туда».

## Население
Постоянных жителей в 1646 году — 203, в 1782 — 248 душ мужского пола; в 1859 — 575, в 1897 — 847, в 1908 — 996, в 1920 — 1130, в 1926 — 1115, в 1938 — 1708, в 1949 — 1841, в 1958 — 2207, в 1970 — 1850, в 1979 — 1745, в 1989 — 1071. Постоянное население составляло 909 человек (русские 78 %) в 2002 году, 757 в 2010.